# Elizabeth Kerr
Pour les articles homonymes, voir Kerr.
Elizabeth Kerr est une actrice américaine, née le 15 août 1912 à Kansas City, dans le Missouri, et décédée le 13 janvier 2000 à Long Beach, en Californie (États-Unis).

## Filmographie
- 1947 : Messenger of Peace : Lottie Franzmeirer
- 1955 : La police était au rendez-vous (Six Bridges to Cross) : Governess
- 1974 : Hitchhike! (TV) : Agatha Carlyle
- 1976 : Les Chiens fous (Dogs) : Mrs. McDougal
- 1977 : L'homme qui valait 3 milliards (The Six Million Dollar Man) (série TV) saison 4, épisode 24 "Le Télétype fantôme" (The Ghostly Teletype) : Mme Wagner
- 1978 : Matilda : Mrs. Hardy
- 1978 : The One Man Jury (en) de Charles Martin (en) : Maid
- 1980 : Mother and Daughter: The Loving War (TV) : Mrs. Thatcher
- 1980 : Survival Run : Cafe Lady
- 1980 : Why Would I Lie? (en) : Customer
- 1981 : Shérif, fais moi peur (The Dukes of Hazzard) (série TV) (saison 3, épisode 23 "Le Vase de Canterbury") : Widow Partridge
- 1981 : Dennis the Menace in Mayday for Mother (TV) : Martha Wilson (voix)
- 1983 : Going Berserk : Grandmother Reese
- 1986 : Something in Common (TV) : Aunt Rose
- 1986 : Pleasures (TV) : Mrs. Gilroy
- 1991 : Frankie et Johnny (Frankie and Johnny) : Senior Citizen Customer